# Orimarga (Orimarga) subbasalis
Orimarga (Orimarga) subbasalis is een tweevleugelige uit de familie steltmuggen (Limoniidae). De soort komt voor in het Oriëntaals gebied.